# Kirahalli, Alur
Kirahalli là một làng thuộc tehsil Alur, huyện Hassan, bang Karnataka, Ấn Độ.